# Champions Cup and the Evert Cup 1997 - Qualificazioni singolare maschile
Le qualificazioni del singolare maschile del Champions Cup and the Evert Cup 1997 sono state un torneo di tennis preliminare per accedere alla fase finale della manifestazione. I vincitori dell'ultimo turno sono entrati di diritto nel tabellone principale. In caso di ritiro di uno o più giocatori aventi diritto a questi sono subentrati i lucky loser, ossia i giocatori che hanno perso nell'ultimo turno ma che avevano una classifica più alta rispetto agli altri partecipanti che avevano comunque perso nel turno finale.
Le qualificazioni del torneo Champions Cup and the Evert Cup 1997 prevedevano 28 partecipanti di cui 7 sono entrati nel tabellone principale.

## Teste di serie
1. Mikael Tillström (ultimo turno)
2. Sjeng Schalken (Qualificato)
3. Carlos Costa (primo turno)
4. Nicklas Kulti (Qualificato)
5. Jeff Tarango (Qualificato)
6. Gilbert Schaller (ultimo turno)
7. Juan-Albert Viloca-Puig (primo turno)

1. Gustavo Kuerten (Qualificato)
2. Fernando Meligeni (Qualificato)
3. Nicolás Lapentti (primo turno)
4. Michael Joyce (primo turno)
5. Leander Paes (primo turno)
6. Sargis Sargsian (ultimo turno)
7. Galo Blanco (primo turno)

## Qualificati
1. Sébastien Lareau
2. Sjeng Schalken
3. Leander Paes
4. Nicklas Kulti

1. Jeff Tarango
2. Gustavo Kuerten
3. Fernando Meligeni

## Tabellone

### Legenda
| - Q = Qualificato - WC = Wild card - LL = Lucky loser | - ALT = Alternate - SE = Special Exempt - PR = Protected Ranking | - w/o = Walkover - r = Ritirato - d = Squalificato |

### Sezione 1
|  | Primo turno | Primo turno      | Primo turno      | Primo turno | Primo turno |  |  | Ultimo turno | Ultimo turno     | Ultimo turno     | Ultimo turno | Ultimo turno |  |
|  |             |                  |                  |             |             |  |  |              |                  |                  |              |              |  |
|  | 1           | Mikael Tillström | 6                | 6           | 7           |  |  |              |                  |                  |              |              |  |
|  |             | Doug Flach       | 3                | 7           | 6           |  |  | 1            | Mikael Tillström | Mikael Tillström | 4            | 6            |  |
|  |             | Sébastien Lareau | Sébastien Lareau | 6           | 6           |  |  |              | Sébastien Lareau | Sébastien Lareau | 6            | 7            |  |
|  | 14          | Galo Blanco      | Galo Blanco      | 1           | 4           |  |  |              |                  |                  |              |              |  |

### Sezione 2
|  | Primo turno | Primo turno      | Primo turno      | Primo turno | Primo turno |  |  | Ultimo turno | Ultimo turno    | Ultimo turno | Ultimo turno | Ultimo turno |  |
|  |             |                  |                  |             |             |  |  |              |                 |              |              |              |  |
|  | 2           | Sjeng Schalken   | Sjeng Schalken   | 6           | 6           |  |  |              |                 |              |              |              |  |
|  |             | Lucas Arnold Ker | Lucas Arnold Ker | 4           | 4           |  |  | 2            | Sjeng Schalken  | 6            | 1            | 6            |  |
|  | 13          | Sargis Sargsian  | 6                | 6           | 6           |  |  | 13           | Sargis Sargsian | 2            | 6            | 3            |  |
|  |             | Tommy Haas       | 4                | 7           | 1           |  |  |              |                 |              |              |              |  |

### Sezione 3
|  | Primo turno | Primo turno     | Primo turno | Primo turno | Primo turno |  |  | Ultimo turno    | Ultimo turno    | Ultimo turno    | Ultimo turno | Ultimo turno |  |
|  |             |                 |             |             |             |  |  |                 |                 |                 |              |              |  |
|  |             | Marcos Ondruska | 6           | 1           | 7           |  |  |                 |                 |                 |              |              |  |
|  | 3           | Carlos Costa    | 3           | 6           | 6           |  |  | Marcos Ondruska | Marcos Ondruska | Marcos Ondruska | 4            | 4            |  |
|  |             | Leander Paes    | 2           | 7           | 6           |  |  | Leander Paes    | Leander Paes    | Leander Paes    | 6            | 6            |  |
|  | 12          | Lionel Roux     | 6           | 6           | 3           |  |  |                 |                 |                 |              |              |  |

### Sezione 4
|  | Primo turno | Primo turno         | Primo turno         | Primo turno | Primo turno |  |  | Ultimo turno | Ultimo turno  | Ultimo turno  | Ultimo turno | Ultimo turno |  |
|  |             |                     |                     |             |             |  |  |              |               |               |              |              |  |
|  | 4           | Nicklas Kulti       | Nicklas Kulti       | 7           | 6           |  |  |              |               |               |              |              |  |
|  |             | Alejandro Hernández | Alejandro Hernández | 5           | 2           |  |  | 4            | Nicklas Kulti | Nicklas Kulti | 7            | 7            |  |
|  |             | Michael Joyce       | Michael Joyce       | 6           | 6           |  |  |              | Michael Joyce | Michael Joyce | 5            | 6            |  |
|  | 11          | Marcelo Filippini   | Marcelo Filippini   | 1           | 4           |  |  |              |               |               |              |              |  |

### Sezione 5
|  | Primo turno | Primo turno      | Primo turno | Primo turno | Primo turno |  |  | Ultimo turno | Ultimo turno     | Ultimo turno     | Ultimo turno | Ultimo turno |  |
|  |             |                  |             |             |             |  |  |              |                  |                  |              |              |  |
|  | 5           | Jeff Tarango     | 6           | 6           | 7           |  |  |              |                  |                  |              |              |  |
|  |             | Cecil Mamiit     | 4           | 7           | 6           |  |  | 5            | Jeff Tarango     | Jeff Tarango     | 6            | 6            |  |
|  |             | Nicolás Lapentti | 6           | 6           | 6           |  |  |              | Nicolás Lapentti | Nicolás Lapentti | 3            | 3            |  |
|  | 10          | Scott Draper     | 7           | 2           | 3           |  |  |              |                  |                  |              |              |  |

### Sezione 6
|  | Primo turno | Primo turno      | Primo turno      | Primo turno | Primo turno |  |  | Ultimo turno | Ultimo turno     | Ultimo turno     | Ultimo turno | Ultimo turno |  |
|  |             |                  |                  |             |             |  |  |              |                  |                  |              |              |  |
|  | 6           | Gilbert Schaller | Gilbert Schaller | 6           | 6           |  |  |              |                  |                  |              |              |  |
|  |             | Jérôme Golmard   | Jérôme Golmard   | 4           | 2           |  |  | 6            | Gilbert Schaller | Gilbert Schaller | 1            | 2            |  |
|  | 8           | Gustavo Kuerten  | Gustavo Kuerten  | 6           | 7           |  |  | 8            | Gustavo Kuerten  | Gustavo Kuerten  | 6            | 6            |  |
|  |             | Fredrik Bergh    | Fredrik Bergh    | 3           | 6           |  |  |              |                  |                  |              |              |  |

### Sezione 7
|  | Primo turno | Primo turno             | Primo turno             | Primo turno | Primo turno |  |  | Ultimo turno | Ultimo turno      | Ultimo turno      | Ultimo turno | Ultimo turno |  |
|  |             |                         |                         |             |             |  |  |              |                   |                   |              |              |  |
|  |             | Daniel Nestor           | Daniel Nestor           | 7           | 6           |  |  |              |                   |                   |              |              |  |
|  | 7           | Juan-Albert Viloca-Puig | Juan-Albert Viloca-Puig | 5           | 3           |  |  |              | Daniel Nestor     | Daniel Nestor     | 3            | 6            |  |
|  | 9           | Fernando Meligeni       | Fernando Meligeni       | 7           | 7           |  |  | 9            | Fernando Meligeni | Fernando Meligeni | 6            | 7            |  |
|  |             | Jordi Burillo           | Jordi Burillo           | 6           | 6           |  |  |              |                   |                   |              |              |  |